# Società per l'Educazione Fisica Torres 1973-1974
Questa voce raccoglie le informazioni riguardanti la Società per l'Educazione Fisica Torres nelle competizioni ufficiali della stagione 1973-1974.

## Rosa
| N. |                   | Ruolo | Calciatore        |
| -- | ----------------- | ----- | ----------------- |
|    | Italia (bandiera) | D     | Quirino Argiolas  |
|    | Italia (bandiera) |       | Bosi              |
|    | Italia (bandiera) |       | Casuala           |
|    | Italia (bandiera) | D     | Silvano Gelli     |
|    | Italia (bandiera) | A     | Costantino Idini  |
|    | Italia (bandiera) | A     | Michele Losito    |
|    | Italia (bandiera) | C     | Mario Marinu      |
|    | Italia (bandiera) | C     | Giovanni Marongiu |
|    | Italia (bandiera) | C     | Ilario Monterisi  |
|    | Italia (bandiera) | A     | Paolo Morosi      |
|    | Italia (bandiera) | A     | Giuseppe Mura     |

| N. |                   | Ruolo | Calciatore              |
| -- | ----------------- | ----- | ----------------------- |
|    | Italia (bandiera) | A     | Antonio Pani            |
|    | Italia (bandiera) | D     | Gian Battista Pedersini |
|    | Italia (bandiera) |       | Peru                    |
|    | Italia (bandiera) | A     | Marco Piga              |
|    | Italia (bandiera) | C     | Mario Piga              |
|    | Italia (bandiera) | A     | Gesuino Pilo            |
|    | Italia (bandiera) | A     | Luigi Piras             |
|    | Italia (bandiera) | C     | Franco Rotoli           |
|    | Italia (bandiera) |       | Sanna                   |
|    | Italia (bandiera) | P     | Martino Zaccheddu       |
|    | Italia (bandiera) | D     | Vito Zizzariello        |